# Компаньонка

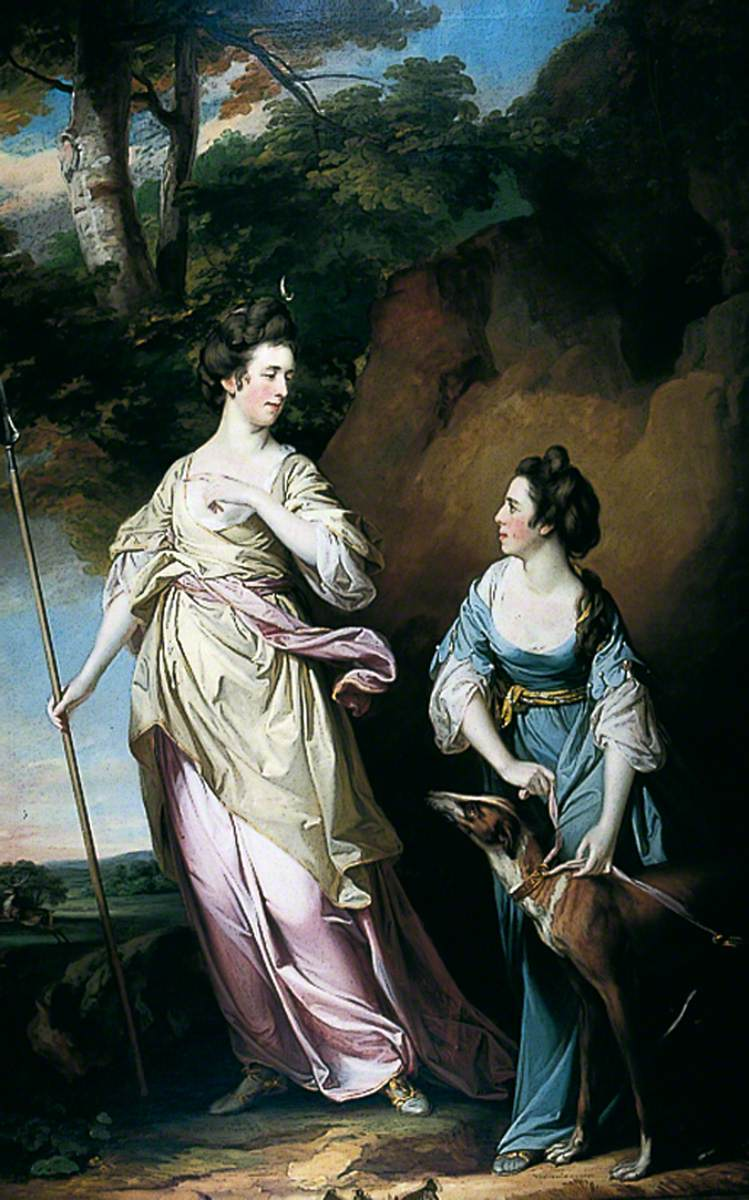
Достопочтенная леди Стэнхоуп и графиня Эффингем в образе Дианы со своей компаньонкой, картина Фрэнсиса Котса (1765)

Компаньонка — женщина благородного происхождения, жившая в доме богатой женщины, которая обеспечивала её содержание (еда, определённые денежные выплаты).

## Описание
Компаньонки не считались прислугой, но их нельзя назвать и подругами женщин, в чьих домах они жили. Их существование было связано прежде всего с тем, что женщине было неприлично появляться одной во многих ситуациях — например, принять мужчину, пришедшего в гости (даже если при этом присутствовала прислуга), посетить врача, путешествовать.
Если богатая женщина была незамужней, то ей большую часть времени приходилось проводить дома, а чтобы ей не было скучно, она могла беседовать с компаньонкой, играть с ней в карты и т.п. Компаньонка также была незаменимой в путешествиях; она могла выполнять какие-то поручения своей хозяйки. Наконец, часто компаньонка, самим фактом своего существования придавая легитимность присутствию в доме гостя мужского пола, обеспечивала своей хозяйке (обычно вдове) возможность устанавливать с ним более тесные отношения, чем допускалось приличиями.
Компаньонками обычно становились девушки благородного происхождения, получившие определённое образование и имеющие хорошие манеры, но из обедневших семей (нередко осиротевшие). Такие девушки, если им не удавалось выйти замуж, могли быть практически только либо компаньонками, либо гувернантками (но работа гувернанткой была значительно более сложной и напряжённой).
Обычай иметь компаньонку существовал в Великобритании и ряде других стран вплоть до середины XX века.

## В литературе
Компаньонки являются персонажами многих литературных произведений. Например, одним из персонажей романа Льва Толстого «Война и мир» является француженка Амели Бурьен, компаньонка княжны Марьи Болконской. В детективах Агаты Кристи компаньонки нередко убивают своих хозяек ради получения наследства.